# Ignacio Ramírez (Politiker)

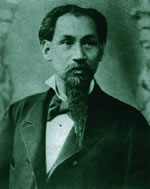
Ignacio Ramírez

Juan Ignacio Paulino Ramírez Calzada (* 22. Juni 1818 in San Miguel el Grande, Guanajuato; † 15. Juni 1879) war ein liberaler Reformpolitiker in Mexiko.
Er entstammte einer indigenen intellektuellen Führungsschicht und wurde als „El Nigromante“ bekannt. Der Universalgelehrte gehörte als Pädagoge, Journalist, Justizminister, Verfassungsrechtler, Dichter und Dramenautor gleich in mehreren Tätigkeitsfeldern zu den führenden Vertretern seiner Zeit. Als Erziehungsminister trat er für die Zurückdrängung des Einflusses der Kirche aus der Bildungspolitik ein.

## Leben
1835 begann Ignacio Ramírez ein Studium der Kunst- und Rechtswissenschaften am Colegio de San Juan de Letrán, wechselte danach nach Santiago de Querétaro und Mexiko-Stadt. 1845 gründete er die Reformzeitung "Don Simplicio" in Mexiko-Stadt und ein Jahr später den Club Popular, der sich zur Abwehr der US-Invasion verpflichtet sah. Nach seinem 1848 erfolgten Studienabschluss war er für eine Anwaltskanzlei in Toluca tätig, bis er im selben Jahr zum Präfekten in Tlaxcala ernannt wurde. Vier Jahre später 1852 avancierte Ignacio Ramirez zum Vizegouverneur von Sinaloa.
Der Diktator Antonio Antonio López de Santa Anna ließ ihn 1853 inhaftieren und Ignacio Ramirez kam erst bei dessen Sturz 1855 frei. Unter dem indianischen Präsidenten Benito Juárez erhielt er 1861 das Justiz- und Bildungsministerium und schuf in dieser Funktion die Nationalbibliothek und trieb den Ausbau der Universität voran. Trotz seiner panlatinistischen Einstellung führte er den Kampf gegen die französischen Invasion, auch als Journalist, an. Deswegen floh er dann auch 1864 in die USA. Dennoch wurde er in Veracruz nach dem Abzug der Franzosen inhaftiert, noch kurz vor dem Sturz Kaiser Maximilians I.
Ignacio Ramirez kam frei und wurde 1867 an den Obersten Gerichtshof berufen, doch abermals nach starker Kritik an Juarez’ Wiederwahl und dessen diktatorischer Amtsführung verhaftet. Vom neuen Präsidenten Porfirio Díaz wurde er 1876 erneut als Justizminister bestellt und an den Obersten Gerichtshof berufen.